# 漢班托特區
漢班托特區是斯里蘭卡南部省的一個區。面積2,593平方公里。2001年人口526,414人。首府漢班托特。